# Amerila papuana
Amerila papuana är en fjärilsart som beskrevs av Rothschild 1916. Amerila papuana ingår i släktet Amerila och familjen björnspinnare. Inga underarter finns listade i Catalogue of Life.